# Malekābād-e Somāq
Malekābād-e Somāq (persiska: ملک آباد سماق, Malekābād) är en ort i Iran.   Den ligger i provinsen Lorestan, i den västra delen av landet, 400 km sydväst om huvudstaden Teheran. Malekābād-e Somāq ligger 1 250 meter över havet och antalet invånare är 829.
Terrängen runt Malekābād-e Somāq är huvudsakligen kuperad, men åt nordväst är den bergig. Terrängen runt Malekābād-e Somāq sluttar österut. Runt Malekābād-e Somāq är det ganska tätbefolkat, med 72 invånare per kvadratkilometer. Närmaste större samhälle är Kūhdasht, 19,6 km väster om Malekābād-e Somāq. Omgivningarna runt Malekābād-e Somāq är i huvudsak ett öppet busklandskap.